# 巡査教習所
巡査教習所（じゅんさきょうしゅうじょ）は、戦前の日本の警視庁や府県警察部に設けられた巡査養成機関。現在の都道府県警察学校に相当する機関である。

## 概要
1879年（明治12年）、内務省警視局（警保局や警視庁の前身）が最初に巡査教習所を設けた。ここでは警察武道の振興に力を入れており、数多くの剣客を教官（世話掛）に採用した。これら剣客の剣術が後に「警視流」としてまとめられていった。
その後、滋賀県を始め、各府県警察部に巡査教習所が設けられた。1886年（明治19年）、内務省は各地方長官に対して「巡査教習規則標準」を発して、巡査教習所の基準を定めた。未設置の府県についても、巡査教習所の設置を義務付けた。
時代の進展に伴い、警察事務も複雑化して初任研修のみならず、刑事などの専務者に対する専門研修も実施するようになった。1923年（大正12年）には、「警察練習所」か「警察教習所」の名称を用いることが可能となったため、多くの府県警察部が改称した。
1948年（昭和23年）の旧警察法の施行に伴い、各都道府県国家地方警察の警察学校に改編された。
巡査への教習は巡査教習所において行なわれるのが原則であるが、実務の教習は警察署において先任の巡査の部伍に加えられて行なうことができる。
教習の期間は4か月以上であるが、特別の事由のあるときは3か月までに短縮することができ、警察官の経歴を有する者および学術の素養のある者にたいしてはさらにその期間を短縮し、または教習の全部もしくは一部を省略することができる。
教習の成績は教習期間の終末において試験する。
教習期間中、欠席が30日以上に及ぶとき、または教習の成績の試験に合格しないときはさらに相当教習を経なければ実務に服させることはできない。
教習を終えた巡査はさらに6か月以上、警察署詰勤務に服させ、もっぱら教養を施す（巡査教習概則）。